# ميخائيل بيرك (سياسي)
ميخائيل بيرك (بالإنجليزية: Michael Burke)‏ هو سياسي أسترالي، ولد في 1865، وتوفي في 5 يوليو 1937. حزبياً، نشط في حزب العمال الأسترالي. وقد انتخب عضو الجمعية التشريعية نيو ساوث ويلز.